# 4647 Syuji
Syuji (asteróide 4647) é um asteróide da cintura principal, a 2,1428619 UA. Possui uma excentricidade de 0,2595864 e um período orbital de 1 798,33 dias (4,93 anos).
Syuji tem uma velocidade orbital média de 17,50785045 km/s e uma inclinação de 6,93183º.
Este asteróide foi descoberto em 9 de Outubro de 1946
 por Karl Reinmuth.